# Psaroniaceae
Psaroniaceae, fosilna biljna porodica iz reda Marattiales koju čine rodovi Psaronius, a pripisuju joj i rod Tuvichapteris. Fosili ovih papratnjača su pronađeni na području današnje Europe i Sjeverne i Južne Amerike.

## Vrste
1. Psaronius asterolithus Cotta
2. Psaronius bibractensis
3. Psaronius brasiliensis Brongniart, 1872
4. Psaronius coalescens
5. Psaronius demolei
6. Psaronius gimmii
7. Psaronius haidingeri
8. Psaronius infarctus
9. Psaronius landrioti
10. Psaronius renaultii Williamson, 1875